# اشتباه دوستم داری
«اشتباه دوستم داری» (به انگلیسی: Love Me Wrong) ترانه‌ای از خوانندهٔ کانادایی الی ایکس به‌همراهٔ خواننده-ترانه‌پرداز استرالیایی تروی سیوان می‌باشد که در ۶ دسامبر سال ۲۰۱۹ به‌عنوان چهارمین تک‌آهنگ از دومین آلبوم استودیویی الی ایکس تحت عنوان کیپ گاد (۲۰۲۰) منتشر گردید.
الی ایکس در بیانیه‌ای که همراه با ترانهٔ جدید منتشر گردید گفت که اساساْ می‌خواهد آن احساس که شما حین بزرگ شدن توسط خانواده‌تان «درست درک نمی‌شوید» را از طریق این ترانه ابراز نماید. وی در این باره گفت «تو می‌دانی آن‌ها دوستت دارند اما نه به‌خاطر شخص کاملی که هستی. رابطهٔ میان والدین و فرزند آنقدر پررنگ و لایه‌داره که بیان کردنش با عبارت سادهٔ 'اشتباه دوستم داری' و بارها بارها تکرار کردن این عبارت در کورس ترانه لذت‌بخش و آزادکننده بود.»